# Cecilia Young
Cecilia Young (także Cecilia Arne; ur. w styczniu 1712, zm. 6 października 1789) – jedna z największych angielskich sopranistek XVIII wieku, żona kompozytora Thomasa Arne’a i matka kompozytora Michaela Arne’a.
Według historyka muzyki Charlesa Burneya, miała „dobry, naturalny głos i szlachetny tryl, była tak dobrze wyszkolona, że jej styl śpiewu był zdecydowanie lepszy od każdej innej Angielki w jej czasie”. Należała do dobrze znanej angielskiej rodziny muzyków, w której było kilku profesjonalnych śpiewaków i organistów. Young odniosła spory sukces dzięki bliskiej znajomości z Georgiem Friedrichem Händlem. Wystąpiła w kilku jego oratoriach i operach, w tym w premierach Ariodantego (1735), Alciny (1736) i Saula (1739).

## Życiorys

### Młodość, edukacja i początki kariery

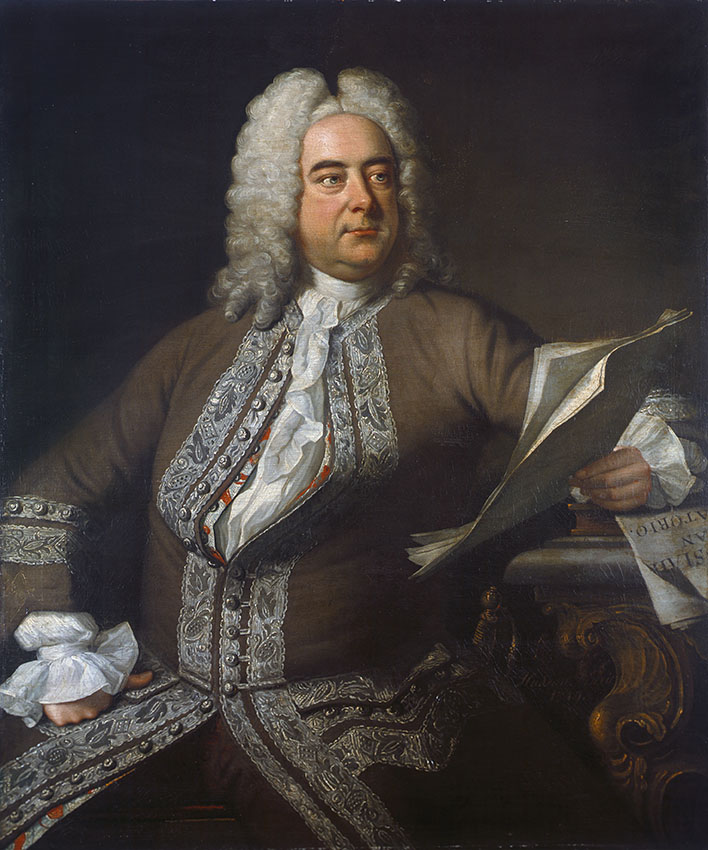
Georg Friedrich Händel, bliski przyjaciel Cecilii i jej męża Thomasa Arne’a

Cecilia Young urodziła się w Londynie w styczniu 1712 r., została ochrzczona 7 lutego tego roku. Pochodziła z dobrze znanej muzycznej rodzinie Youngów, zarówno jej ojciec Charles Young i stryj Anthony Young byli organistami i kompozytorami. Młodsze siostry Cecilii – Isabella i Esther – odnosiły także sukcesy wokalne. Chociaż jej młodszy brat Charles był urzędnikiem w ministerstwie finansów, a nie muzykiem zawodowym, jego córki (Isabella, Elizabeth i Polly) poszły w ślady ciotek i stały się sławnymi wokalistkami.
Najwcześniejsze muzyczne wykształcenie Young odebrała od swego ojca, ale w końcu została uczennicą Francesco Geminianiego. Zadebiutowała jako zawodowa śpiewaczka podczas serii koncertów w marcu 1730 r., zaś jej debiut operowy miał miejsce dwa lata później, w produkcji Johna Fredericka Lampego, jej szwagra i J.S. Smitha. W ciągu następnych dwóch lat wystąpiła jeszcze w kolejnych ich operach. Dzięki znajomości z Lampem, Young poznała młodego kompozytora (i swojego przyszłego) męża, Thomasa Arne’a. Wystąpiła w jego pierwszej operze Rosamund (7 marca 1733).
W 1734 r. Young spotkała Georga Friedricha Händla po koncercie, na którym kompozytor ją usłyszał. Pozostając pod wrażeniem młodej wokalistki, natychmiast zaangażował ją do roli Dalindy w jego nowej operze Ariodante. Dzieło miało premierę w Covent Garden 8 stycznia 1735 r., a występ Young, tak jak reszty obsady, został przyjęty z entuzjazmem. To był początek znajomości z Haendlem, która trwała przez następną dekadę. Wystąpiła w kilku jego dziełach, w tym w roli Morgany w premierowym przedstawieniu Alciny (1735) oraz na premierach oratoriów Uczta Aleksandra (1736) i Saul (1739). Śpiewała także rolę tytułową w pierwszym londyńskim przedstawieniu Athalii i pojawiła się w kilku wznowieniach dzieł kompozytora we wczesnych latach 40. XVIII wieku.

### Pełnia kariery

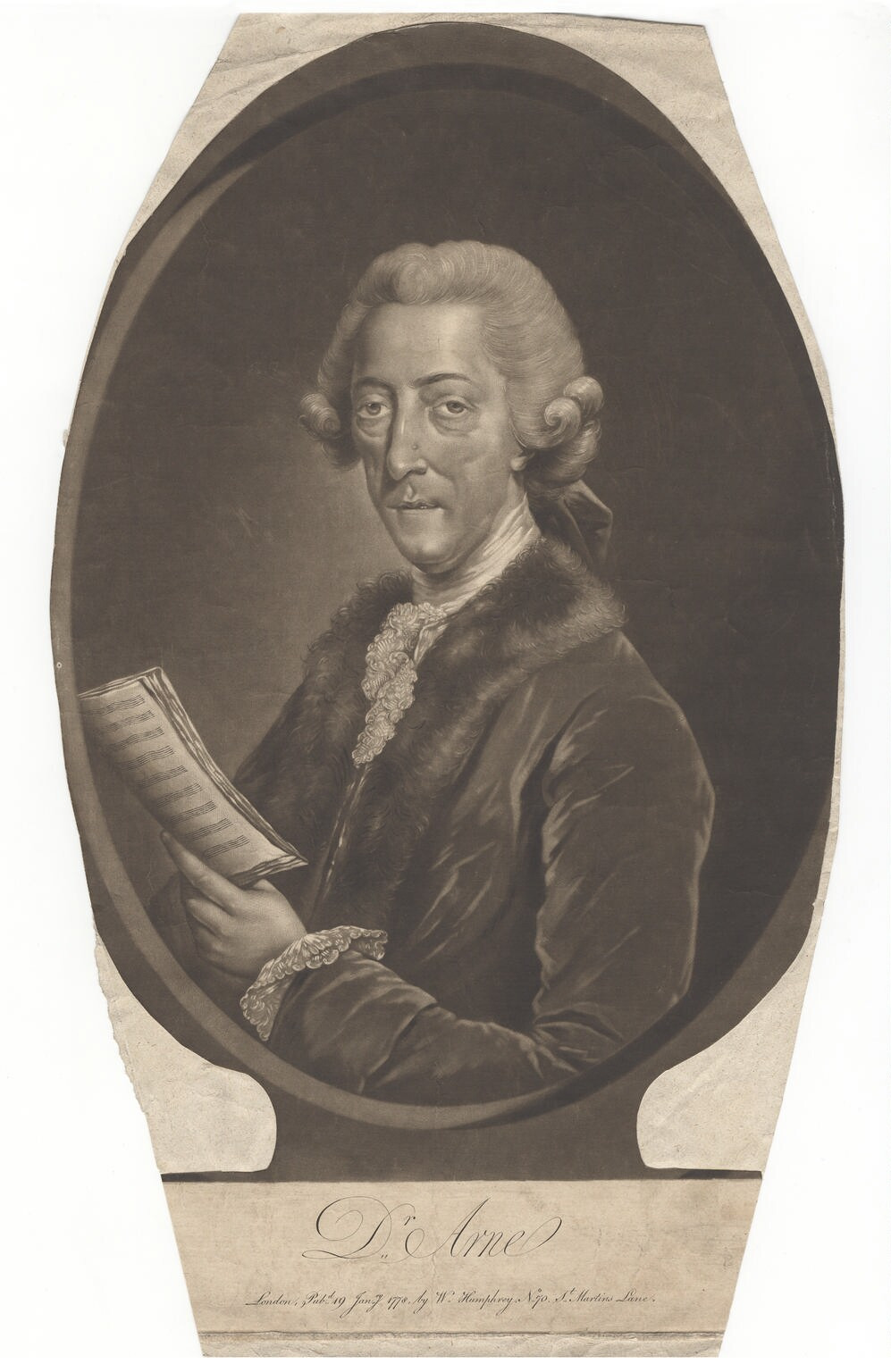
Thomas Augustine Arne

W 1736 r. Young pozostawała w romantycznym związku z Thomasem Arnem. Jej ojciec sprzeciwiał się ich małżeństwu, jako że Arne był rzymskim katolikiem, a nie wiernym Kościoła Anglii. Wbrew woli ojca, Young poślubiła Arne’a 15 marca 1737 r. Po ślubie wystąpiła w kilku scenicznych produkcjach męża, chociażby w bardzo popularnych swojego czasu maskach Comus (1738), Alfred (1740) i Sąd Parysa (1742). Śpiew Young i jej zdolności aktorskie były niezastąpionymi atutami dla Arne’a, toteż w znacznym stopniu przyczyniała się do jego pierwszych sukcesów.
Pod koniec 1740 r. lub na początku 1741 r. Young urodziła swoje jedyne dziecko, Michaela, który został później kompozytorem. Do tego czasu Young rozwijała swoją karierę wyłącznie w Londynie. Jednakże zmieniło się to, gdy jej szwagierka – znana aktorka i śpiewaczka Susannah Arne – przeniosła się do Dublina w grudniu 1741 r., by uniknąć skandalu związanego z rozpadem jej małżeństwa z Theophilusem Cibberem. Zuzanna zaczęła występować w Dublinie z Haendlem na wiosnę 1742 r. Śpiewała solową partię kontraltu w Haendlowskim Mesjaszu 13 kwietnia tego roku. Ich sukces zainspirował Thomasa i Cecilię do spróbowania szczęścia w Dublinie, wraz z tenorem Thomasem Lowe, w czerwcu 1743 r. Państwo Arne zostali w Dublinie na dwa sezony i wystawiali oratoria Haendla, oprócz kilku dzieł Thomasa. Young śpiewała na większości tych koncertów, w tym na premierze pierwszego oratorium jej męża – The Death of Abel w dublińskim Teatrze Królewskim 18 lutego 1744 r. Young dała także tego roku koncert solowy w Dublinie, który został przyjęty z entuzjazmem.

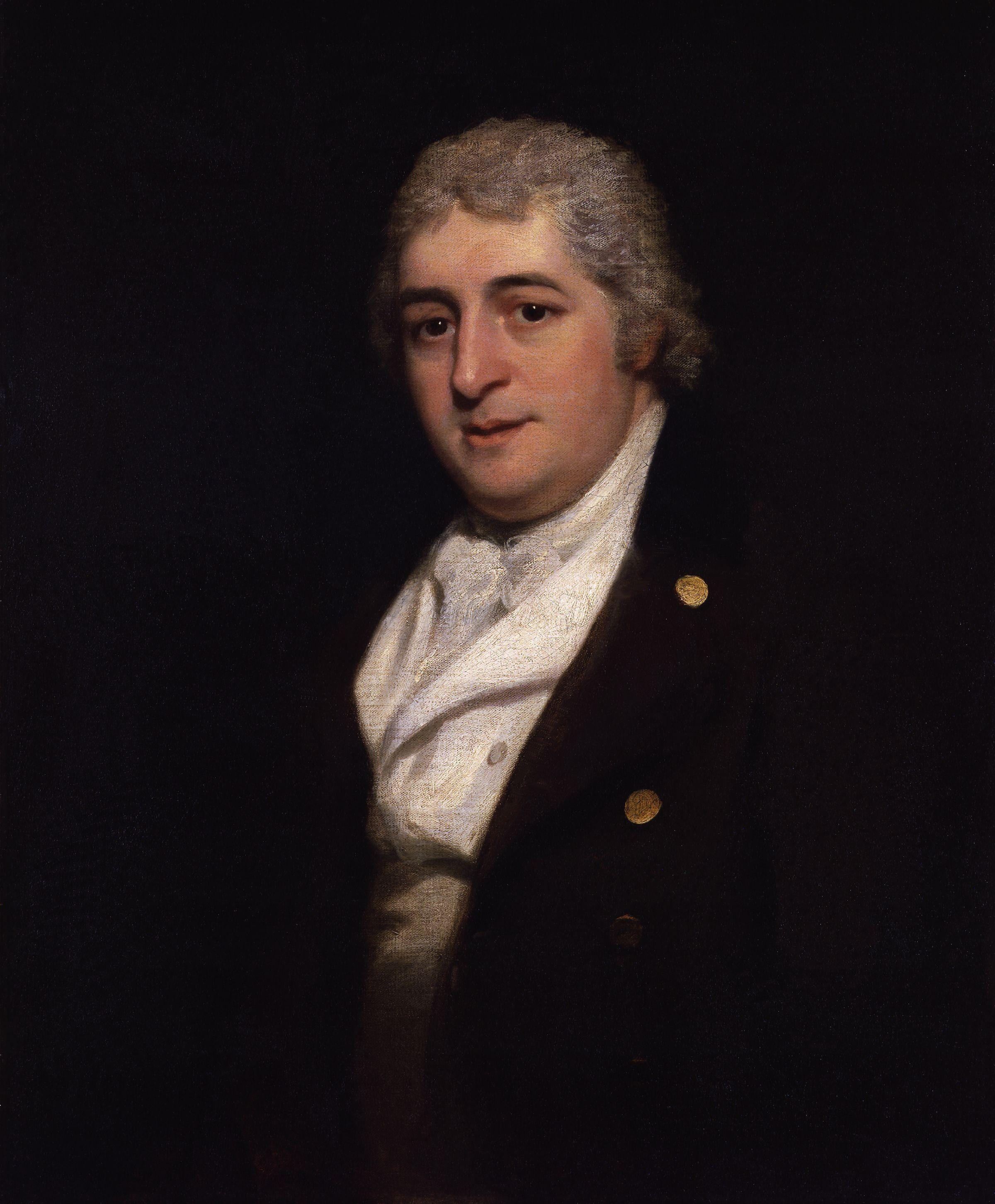
Muzyk i dramaturg Charles Dibdin był przyjacielem Thomasa i Cecilii Arne. Powiedział: „Pani Arne była rozkosznie ujmująca. Znała w śpiewie i w swej naturze jedynie słodycz i prostotę”.

Państwo Arne powrócili do Londynu w sierpniu 1744 r. Krótki czas później, Thomas Arne zaczął długą i owocną współpracę koncertową w londyńskich ogrodach przyjemności, w których występy wokalne były popularną formą rozrywki. Został wybrany oficjalnym kompozytorem  ogrodów Vauxhall w 1745 r., prezentował również swoje kompozycje dla ogrodów Marylebone i Ranelagh. Young występowała w wielu tych koncertach w latach 1745 i 1746, chociażby w Colin and Phoebe, które to widowisko, według Charlesa Burneya, było „zawsze bisowane każdego wieczoru przez trzy miesiące”.

### Późniejsze losy
W 1746 r. Young zaczęła doświadczać problemów zdrowotnych, które trapiły ją odtąd do końca życia. Wskutek tego jej zaangażowanie sceniczne znacznie zmalało i w następnej dekadzie wystąpiła zaledwie w garstce ról, jej ostatnią była Brytania w Elizie Arne’a w 1754 r. Jej kalendarz koncertowy był także mocno zredukowany, jedyny większy koncert dała w 1748 r., w Dublinie u państwa Lampe, gdzie śpiewała rolę Galatei w serenadzie Acis i Galatea Haendla, do tego kilka koncertów w Londynie w latach 1747–1754. Na domiar złego, małżeństwo Young stawało się nieszczęśliwe. W 1755 r. para powróciła do Dublina na przedstawienia w Smock Alley Theatre i tam ich związek rozpadł się, Thomas zostawił Cecilię w Irlandii z jej młodą siostrzenicą, Polly. Zabiegał o legalną separację, twierdząc, że żona jest umysłowo chora. Zgodził się wspierać ją kwotą 40 funtów rocznie, ale w 1758 r. przyjaciółka Cecilii, pani Delany, napisała, iż została ona „bardzo poniżona”, ucząc śpiewu w Downpatrick: „Została surowo potraktowana przez złego męża i cierpiałaby z głodu, gdyby nie spotkała na swej drodze hojnych ludzi”. Jednakże inne źródła wskazują, że otrzymywała rozsądne przychody ze sprzedaży opublikowanych zbiorów jego muzyki.
Young wróciła do Londynu z Polly w 1762 r. Od tego czasu zgodziła się na jedyny występ publiczny, na koncercie benefisowym dla Polly i jej męża, kompozytora François-Hippolyte'a Barthélémona w 1774 r. Pogodziła się z mężem tuż przed jego śmiercią w 1778 r., po czym zamieszkała z Polly i François w Londynie aż do swej śmierci w 1789 r.